# رود توکولان
رود توکولان (روسی: Тукулаан) یک رودخانه در یاقوتستان کشور روسیه است.